# Dixoniella
Genre
Dixoniella est un genre d’algues rouges de la famille des Dixoniellaceae. 

## Liste d'espèces
Selon AlgaeBase (6 août 2013) et NCBI (6 août 2013) :
- Dixoniella grisea (Geitler) J.L.Scott, S.T.Broadwater, B.D.Saunders, J.P.Thomas & P.W.Gabrielson (espèce type)